# Joderhorn
Das Joderhorn (3035 m ü. M.) ist ein Berg in der Weissmiesgruppe in den Walliser Alpen. Der Gipfel liegt wenig östlich des Monte-Moro-Passes an der Grenze zwischen der Schweiz und Italien. Am Joderhorn biegt der Alpenhauptkamm, der hier dem Grenzverlauf entspricht, von west-östlicher Richtung nach Norden ab. Bekannt ist der Berg für seine Aussicht, insbesondere den Blick auf die Ostwand des Monte Rosa.

## Anstiege
Vom Monte-Moro-Pass führt der einfachste Anstieg zunächst in östlicher Richtung über Geröll und Felsrücken an den Fuss des Berges heran. Dann hält man sich eher links in der Flanke nördlich des Nordwestgrats. Der Anstiegs führt über Blockwerk und Schutt und ist weglos, einzelne Steinmännchen dienen als Orientierungshilfe. Vom Pass sind etwa 45 Minuten bis zum Gipfel einzuplanen.
Der Monte-Moro-Pass kann am einfachsten von Süden, von der Bergstation der Seilbahn knapp unterhalb der Passhöhe erreicht werden. Alternativ ist auch ein Zugang von Norden, von Mattmark am Ende des Saastals möglich. Von Mattmark bis zum Gipfel des Joderhorns benötigt man etwa 3½ Stunden.
Die Wandfluchten auf seiner Ost- und Südseite weisen Fels mit sehr guter Kletterqualität auf. Die durch diese Wände führenden Routen weisen Schwierigkeitsgrade zwischen IV und VII auf. Auch der Südostgrat bietet eine gute Kletterroute mit guten Sicherungsmöglichkeiten, die Schlüsselstelle besitzt die Schwierigkeit V, mehrere Stellen sind IV.